# Coleophora perissa
Coleophora perissa é uma espécie de mariposa do gênero Coleophora pertencente à família Coleophoridae.